# Duborg (distrikt)
54°47′45.72″N 9°25′25.91″Ø / 54.7960333°N 9.4238639°Ø
Duborg (tysk Duburg) er navnet på et bolig-kvarter i Flensborg. Kvarteret ligger på en bakke (Mariebjerg) vest for bykernen. Navnet Duborg betegner også Duborg Slot, som har givet kvarteret navn. Slottet selv har fået navn efter bygmesteren Jens Due eller efter dyrnavnet dansk due. I administrativ henseende hører Duborg som statistisk distrikt under bydelen Nystaden.
Allerede i byens skrå (≈ stadsret) af 1284 nævntes området med adelsgården Flenstoft vest for byen. Under Margrete 1. blev gården kongelig og ombygget til det senere Duborg Slot. Området omkring slottet hørte til Vis Herred i Flensborg Amt. Grænsen mellem by og amt var markeret med en byport i Slotsgade (Slotsport). Sammen med Kongensgade var Slotsgaden dengang den eneste forbindelse mellem by og borg. Slottet selv benyttedes som residens for kongens amtmænd. I kirkelig henseende hørte Duborg til Hanved Sogn (tysk Handewitt). Da slottet kom ud af brug efter den Store Nordiske Krig, kom store dele af området i privat eje og flere velstillede borgere opførte nye huse her. 
I 1875 blev Duborg Kommune indlemmet i Flensborg, og efterhånden udviklede området sig til en af Flensborgs mest tæt befolkede bydele. Store dele af de nuværende huse i Bjerggade og Borggade blev i slutningen af 1800-tallet bebygget af arbejdernes byggeforening for at skaffe plads for de mange nye indbyggere. Med etableringen af Toosbüygade, som blev bygget gennem Glimbækdalen, voksede bydelen endelig sammen med den indre by. Borgpladsen blev et trafikalt knudepunkt. Bydelen er i dag præget af tæt bebyggelse i karré-struktur og en række offentlige institutioner som arbejdsformidlingen og byens to sygehuse. Også Duborg-Skolen har hjemme på Duborg Banke.